# Episodi di Seinfeld (quarta stagione)
La quarta stagione della serie televisiva Seinfeld, composta da 24 episodi, è stata trasmessa in prima visione negli Stati Uniti d'America dalla NBC dal 12 agosto 1992 al 20 maggio 1993.
In Italia è stata trasmessa in prima visione da TMC.
| nº | Titolo originale    | Titolo italiano                     | Prima TV USA      | Prima TV Italia |
| -- | ------------------- | ----------------------------------- | ----------------- | --------------- |
| 1  | The Trip: Part 1    | Il viaggio (parte 1)                | 12 agosto 1992    |                 |
| 2  | The Trip: Part 2    | Il viaggio (parte 2)                | 19 agosto 1992    |                 |
| 3  | The Pitch           | Il pilot                            | 16 settembre 1992 |                 |
| 4  | The Ticket          | La multa                            | 16 settembre 1992 |                 |
| 5  | The Wallet          | Il portafogli (parte 1)             | 23 settembre 1992 |                 |
| 6  | The Watch           | Il portafogli (parte 2)             | 30 settembre 1992 |                 |
| 7  | The Bubble Boy      | Il ragazzo bolla                    | 7 ottobre 1992    |                 |
| 8  | The Cheever Letters | Le lettere                          | 28 ottobre 1992   |                 |
| 9  | The Opera           | Pagliacci                           | 4 novembre 1992   |                 |
| 10 | The Virgin          | La vergine                          | 11 novembre 1992  |                 |
| 11 | The Contest         | La scommessa                        | 18 novembre 1992  |                 |
| 12 | The Airport         | L'aeroporto                         | 25 novembre 1992  |                 |
| 13 | The Pick            | L'equivoco                          | 16 dicembre 1992  |                 |
| 14 | The Movie           | Appuntamento al cinema              | 6 gennaio 1993    |                 |
| 15 | The Visa            | Il postino sbaglia sempre due volte | 27 gennaio 1993   |                 |
| 16 | The Shoes           | Le scarpe                           | 4 febbraio 1993   |                 |
| 17 | The Outing          | La coppia gay                       | 11 febbraio 1993  |                 |
| 18 | The Old Man         | Il vecchio                          | 18 febbraio 1993  |                 |
| 19 | The Implant         | Il club della salute                | 25 febbraio 1993  |                 |
| 20 | The Junior Mint     | L'intervento                        | 18 marzo 1993     |                 |
| 21 | The Smelly Car      | L'entità                            | 15 aprile 1993    |                 |
| 22 | The Handicap Spot   | Soddisfatti o rimborsati            | 13 maggio 1993    |                 |
| 23 | The Pilot: Part 1   | Il pilota (parte 1)                 | 20 maggio 1993    |                 |
| 24 | The Pilot: Part 2   | Il pilota (parte 2)                 | 20 maggio 1993    |                 |